# Cláudia Pascoal
Teixeira Pascoal est un nom portugais ; le premier nom de famille (d'usage facultatif) est Teixeira et le second est Pascoal.
Cláudia Rafaela Teixeira Pascoal (portugais : [kˈlawðiɐ tɐi̯ˈʃɐi̯ɾɐ pɐʃkwˈaɫ]), née le 12 octobre 1994 à São Pedro da Cova, est une chanteuse portugaise. Elle représentera le Portugal au Concours Eurovision de la chanson 2018, à domicile, dans la ville de Lisbonne avec la chanson O Jardim (Le jardin).

## Carrière
En 2010, Cláudia participe à l'émission de télé-crochet Ídolos, avant de participer en 2013 à Factor X.
Elle participe une seconde fois à Ídolos, en 2015.
Elle participe en 2017 à la cinquième saison de The Voice Portugal et finit parmi les demi-finalistes.
Elle participe en 2018 au Festival da Canção, l'émission de sélection pour le Portugal au Concours Eurovision de la chanson, avec la chanson O Jardim (« Le jardin »), écrite et composée par Isaura. Elle remporte cette sélection et représente le Portugal au Concours Eurovision de la chanson 2018, dans son pays natal, à Lisbonne, lors de la finale du 12 mai,. Elle se classe dernière sur 26 participants. 
En 2023, elle tente à nouveau de représenter son pays à l'Eurovision en participant au Festival da Canção avec sa chanson Nasci Maria. Elle se classe troisième sur 13 participants, derrière Edmundo Inácio et la gagnante Mimicat. 

## Discographie

### Singles
- 2018 : O Jardim (feat. Isaura)
- 2019 : Ter e não ter
- 2019 : "Viver" (feat.Samuel Uria)
- 2020 : Espalha Brasas
- 2020 : Passo A Passo (feat.Tomás Adrião)
- 2020 : Quase Dança
- 2021 : Honesty Bar (feat.D'alva)